# جان پی. مک‌کارتی
جان پی. مک‌کارتی (انگلیسی: John P. McCarthy; ۱۷ مارس ۱۸۸۴ – ۴ سپتامبر ۱۹۶۲) کارگردان فیلم و فیلم‌نامه‌نویس اهل ایالات متحده آمریکا بود.
از فیلم‌هایی که وی در آن نقش داشته‌است، می‌توان به تعصب اشاره نمود.